# Juillac (Gironda)
Juillac é uma comuna francesa na região administrativa da Nova Aquitânia, no departamento da Gironda. Estende-se por uma área de 5,88 km². Em 2010 a comuna tinha 235 habitantes (densidade: 40 hab./km²).